# Мельфийский конкордат

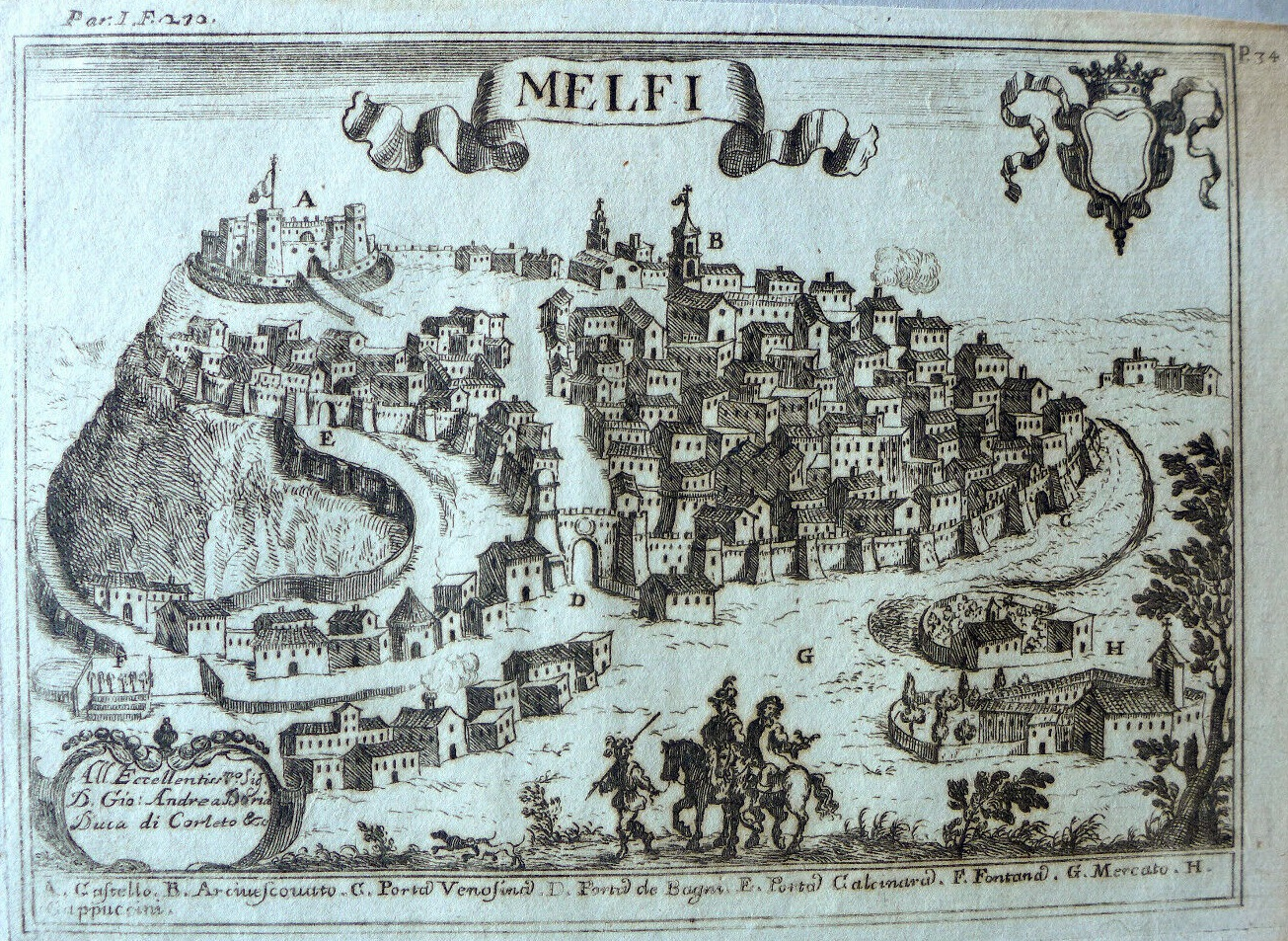
Гравюра с изображением Мельфи

Мельфийский конкордат — официальное соглашение  между римским папой Николаем II с одной стороны и графом Робертом Гвискаром из дома Отвилей и графом Ричардом из дома Дренго с другой стороны, подписанное 23 августа 1059 года перед закрытием Первого Мельфийского собора и ратифицировавшее, заключённый ранее, Мельфийский договор.

## Легитимация владений Отвилей и Дренго
Конкордат официально узаконил владения норманнов в Южной Италии и ратифицировал соглашение, заключенное сторонами перед началом первого собора в Мельфи. Город Беневенто, с территорией в пределах шестнадцати километров вокруг него, признавался за римским папой. Отвили получили во владение оставшуюся часть княжества Беневенто.
В обход германского императора, понтифик передал южно-итальянские земли норманнам, которым предложил возможность сменить положение наёмников на статус вассалов римского папы.

## Вассалы Церкви
В конце первого собора в Мельфи, при заключении Мельфийского конкордата, папа Николай II легитимировал владения, занятые графом Ричардом I из дома Дренго в княжестве Капуя, и признал его вассалом Церкви с феодами Капуя и Аверса; последний уже имел признание через Гильдебранда из Сованы. Ричард I присягнул понтифику, и княжество Капуи перешло от лангобардов к норманнам.
Понтифик также признал братьев Роберта Гвискара и Рожера I из дома Отвилей вассалами Церкви и их право на владение землями графства Апулия, повысил статус графства до герцогства Апулии и Калабрии и предоставил Роберту Гвискару титул герцога Апулии и Калабрии и будущего герцога Сицилии. Братья признали себя вассалами римского папы и присягнули ему клятвой верности, послушания и дружбы.
Однако полученные норманнами титулы носили номинальный характер. На территории Апулии всё ещё находилась византийская фема Базиликата, также часть Калабрии была занята греками, некоторые районы Кампании принадлежали лангобардам, а Сицилия находилась в руках арабов.

## Латинизация
На полученных землях Роберт Гвискар обязался запретить византийский церковный обряд и поставить все приходы в подчинение церкви в Риме. При завоевании Сицилии у арабов Отвили также обязались подчинить всех христиан на острове Святому Престолу. Конкордат в Мельфи ратифицировал процесс латинизации церковного обряда на всех землях, отнятых норманнами у византийцев.